# 红刺悬钩子
红刺悬钩子（学名：Rubus rubrisetulosus）为蔷薇科悬钩子属的植物，为中国的特有植物。分布于中国大陆的四川、云南等地，生长于海拔2,000米至3,500米的地区，一般生长在沟谷边、林下、山地林缘以及荒野湿处，目前尚未由人工引种栽培。